# Duanes syndrom
Duanes syndrom är ett ärftligt ögonsymtomkomplex med rubbningar i ögonmuskelaktiviteten. Det kännetecknas av oförmåga att röra ögat utåt.
Syndromet beskrevs först av oftalmologerna Jakob Stilling (1887) och Siegmund Türk (1896). Syndromet uppkallades senare efter den amerikansk ögonläkaren Alexander Duane, som beskrev rubbningen mera i detalj.
Det finns tre olika typer av detta syndrom:
- Duanes syndrom typ 1: Förmågan att röra det/de påverkade ögat/ögonen utåt mot örat är begränsad, men förmågan att röra det/dem inåt mot näsan är mer eller mindre normal. Det drabbade ögats ögonspringa (rima) minskar och bulben dras in i orbita (retraheras) när det blickar in mot näsan (adduktion). När det riktas utåt (abduktion) sker det omvända.
- Duanes syndrom typ 2: Förmågan att röra det/de påverkade ögat/ögonen inåt mot näsan är begränsad, medan förmågan att röra ögat/ögonen utåt är normal eller endast något begränsad. Det drabbade ögats ögonspringa (rima) minskar och bulben dras in i orbita (retraheras) när det blickar in mot näsan (adduktion). När det riktas utåt (abduktion) sker det omvända.
- Duanes syndrom typ 3: Förmågan att röra det/de påverkade ögat/ögonen såväl inåt mot näsan som utåt mot örat är begränsad. Det drabbade ögats ögonspringa (rima) minskar och bulben dras in i orbita (retraheras) när det blickar in mot näsan (adduktion). När det riktas utåt (abduktion) sker det omvända.